# 마산MBC 라디오 동의보감
마산MBC 라디오 동의보감은 마산MBC 표준FM(중파 990KHz, 표준FM 98.9MHz)에서 평일 오전 8시 30분부터 8시 35분까지 방송했던 한의학 전문 라디오 프로그램이다.
| 마산MBC 표준FM  |                         |           |
| 이전            | 마산MBC 라디오 동의보감 | 다음      |
| MBC 뉴스의 광장 | 마산MBC 라디오 동의보감 | 좋은 아침 |
|                 |                         |           |
|                 |                         |           |